# 賈瓦村 (紐約州)
賈瓦村（英語：Java Village）是位於美國紐約州懷俄明縣的非建制地區。

## 歷史
賈瓦村的郵局自1841年營運至今。

## 地理
賈瓦村所處的海拔為高於海平面322米（即1089英呎），而該地所採用的時區為UTC-5，即北美东部时区（EST）。同時該地設有夏令時間，為UTC-5調快一小時，即UTC-4（EDT）。